# Уексфорд (графство)
Уексфорд (на английски: County Wexford, Каунти Уексфорд; на ирландски: Contae Loch Garman) е едно от 26-те графства на Ирландия. Намира се в провинция Ленстър. Граничи с Ирландско море и графствата Уотърфорд, Килкени, Карлоу и Уиклоу. Има площ 2352 km². Основано е от викингите. Население 131 615 жители към 2002 г. Главен град на графството е едноименния Уексфорд. Градовете в графството са Адамстаун, Бънклоуди, Гори, Енискорти, Къраклоу, Ню Рос, Уексфорд (най-голям по население) и Фърнс.